# Traitement de choc
Traitement de choc is een Frans-Italiaanse film van Alain Jessua die werd uitgebracht in 1973.

## Verhaal
Hélène is een ongehuwde bijna veertigjarige zakenvrouw die heel wat geld verdient in de wereld van de confectie. Haar jongere vriend heeft haar laten zitten voor een jonge vrouw en nu dreigt ze te verglijden in een depressie. 
Ze gaat haar vriend Jérôme opzoeken. Jérôme volgt een dure verjongingskuur in een kliniek die gespecialiseerd is in thalassotherapie. Ze wordt er verwelkomd door de eigenaar, dokter Devilers, en zijn zakenpartner, dokter Bernard. Om zich heen ziet Hélène enkel gelukkige patiënten. De formule die Devilers heeft ontwikkeld werkt blijkbaar wonderwel. 
Maar Hélène merkt op een dag dat Joaô, een van de jonge Portugese bedienden, verdwenen is. Ze ontdekt ook dat dokter Devilers er vreemde praktijken op nahoudt. 

## Rolverdeling
| Acteur              | Personage                     |
| ------------------- | ----------------------------- |
| Annie Girardot      | Hélène Masson                 |
| Alain Delon         | dokter Devilers               |
| Michel Duchaussoy   | dokter Bernard                |
| Robert Hirsch       | Jérôme Savignat               |
| Jeanne Colletin     | Camille Giovanelli            |
| Jean-François Calvé | meester René Gassin, advocaat |
| Gabriel Cattand     | procureur De Boissière        |
| Robert Party        | kolonel de Riberolle          |
| Jean Roquel         | Marcel Lussac                 |
| Roger Muni          | Paul Giovanelli               |
| Lucienne Legrand    | Lise de Riberolle             |